# Nawaf al-Hazmi
Nawaf Muhammed Salin al-Hazmi (Meca, Arábia Saudita, 9 de agosto de 1976 - Washington , Estados Unidos ,11 de setembro de 2001) era um dos terroristas suicidas dos ataques de 11 de setembro, embarcando no voo 77 da American Airlines, junto como seu irmão; que propositadamente foi lançado contra o Pentágono. Era alegadamente o vice-líder da operação, sendo Mohamed Atta o líder.